# Arena Corner
Der Arena Corner (englisch, sinngemäß für Boxringecke) ist ein bogenförmiger Nunatak an der Rymill-Küste des Palmerlands im südlichen Teil der Antarktischen Halbinsel. Er ragt 3 km östlich des McHugo Peak am nördlichen Ende der Traverse Mountains.
Den deskriptiven Namen in Anlehnung an seine Form gab dem Nunatak im Jahr 1977 das UK Antarctic Place-Names Committee.